# Zabbix
Zabbix — вільна система моніторингу служб і станів комп'ютерної мережі. Zabbix складається з трьох базових компонентів:
- сервера для координації виконання перевірок, формування перевірочних запитів та накопичення статистики;
- агентів для здійснення перевірок на стороні зовнішніх хостів;
- фронтенда для організації управління системою.

Для зняття навантаження з центрального сервера і формування розподіленої мережі моніторингу може бути розгорнута серія проксі-серверів, котрі  агрегують дані про перевірку групи хостів. Сирцевий код агентів і серверної частини написаний на мові Сі, для розробки вебінтерфейсу використано мову PHP, дані можуть зберігатися в СУБД MySQL, PostgreSQL, SQLite, DB2 і Oracle. Код проекту поширюється під ліцензією GPLv2.

## Історія
Zabbix був написаний Олексієм Владишевим, почав розроблятися в 1998 році як проект внутрішнього програмного забезпечення. Через 3 роки, в 2001 був випущений публічно під ліцензією GPL. Більше трьох років минуло до виходу першої стабільної версії, 1.0, яка вийшла 2004.
Версія 2.0 побачила світ у травні 2012.

## Огляд можливостей
- Розподілений моніторинг аж до 1000 вузлів. Конфігурація молодших вузлів повністю контролюється старшими вузлами, розташованих на вищому рівні ієрархії.
- Сценарії на основі моніторингу
- Автоматичне виявлення
- Централізований моніторинг лог-файлів
- Вебінтерфейс для адміністрування і налаштування
- Звітність і тенденції
- SLA моніторинг
- Підтримка високопродуктивних агентів (zabbix-agent) практично для всіх платформ
- Комплексна реакція на події
- Підтримка SNMP v1, 2, 3
- Підтримка SNMP пасток
- Підтримка IPMI
- Підтримка моніторингу JMX застосунків з коробки
- Підтримка виконання запитів у різні бази даних без необхідності використання скриптової обв'язки
- Розширення за рахунок виконання зовнішніх скриптів
- Гнучка система шаблонів і груп
- Можливість створювати карти мереж

### Автоматичне виявлення
- Автоматичне виявлення за діапазоном IP-адрес, доступним сервісам і SNMP перевірка
- Автоматичний моніторинг виявлених пристроїв
- Автоматичне видалення відсутніх хостів
- Розподіл за групами та шаблонами в залежності від повернутого результату

#### Низькорівневе виявлення
Низькорівневе виявлення може бути використано для виявлення і для початку моніторингу файлових систем, мережевих інтерфейсів. Починаючи з Zabbix 2.0, підтримуються три вбудовані механізми низькорівневого виявлення:
- виявлення файлових систем
- виявлення мережевих інтерфейсів
- виявлення кількох SNMP OID'ів